# New Berlin (hrabstwo Chenango)
New Berlin – wieś w Stanach Zjednoczonych, w stanie Nowy Jork, w hrabstwie Chenango.